# Tyler Hansbrough
Andrew Tyler Hansbrough (* 3. November 1985 in Poplar Bluff, Missouri) ist ein US-amerikanischer Basketballspieler.

## Werdegang

### University of North Carolina
Hansbrough wechselte zur Saison 2005/06 von der Poplar Bluff High School kommend an die University of North Carolina at Chapel Hill. Bis 2009 erhielt er mehr Auszeichnungen als jeder Spieler in der vorangegangenen Geschichte der Hochschulmannschaft. Hansbrough wurde ebenso als bester Spieler der NCAA-Saison 2007/08 ausgezeichnet wie in den Jahren 2006, 2007, 2008 und 2009 einstimmig in das All-Conference Team der Atlantic Coast Conference (ACC) gewählt. Er war 2006 der ACC-Freshman des Jahres und 2008 der ACC-Spieler des Jahres. Mit insgesamt 2872 Punkten stellte er eine für die ACC sowie die University of North Carolina geltende Bestmarke auf, der Wert war zum Zeitpunkt seines Abschieds von der Hochschule des Weiteren die vierthöchste jemals in der NCAA erreichte Punktzahl. Seine 1219 Rebounds bedeuteten eine Hochschulbestmarke. 2009 gewann Hansbrough mit North Carolina den NCAA-Meistertitel. In all seinen vier Jahren an der University of North Carolina führte er die Hochschulmannschaft in den statistischen Wertungen Punkte je Begegnung und Rebounds je Begegnung an, was zuvor keinem Spieler gelungen war.
Als Ehrung für Hansbroughs Leistungen sperrte die University of North Carolina 2010 die von ihm getragene Rückennummer 50 gesperrt, sodass diese nicht mehr von einem anderen Spieler getragen werden kann.

### NBA
Hansbrough wurde 2009 im NBA-Draftverfahren von den Indiana Pacers ausgewählt. In vier Jahren kam er für Indiana auf Mittelwerte von 8,9 Punkten sowie 4,7 Rebounds je Begegnung. 2013 erhielt er von der Mannschaft keinen neuen Vertrag.
Im Sommer 2013 wurde er von den Toronto Raptors verpflichtet. Dort lag seine mittlere Einsatzzeit unter den Spielminuten, die ihm in Indiana zugestanden wurden. Mit seinem im Sommer 2015 durchgeführten Wechsel zu den Charlotte Hornets wollte Hansbrough seiner Laufbahn neuen Schwung verleihen und auf seiner angestammten Spielposition als Power Forward wieder mehr zur Geltung kommen als in Toronto, wo er häufig auf der Innenposition eingesetzt wurde. Allerdings verringerte sich seine Einsatzzeit in Charlotte noch einmal deutlich, die Mannschaft wies mit Al Jefferson, Marvin Williams, Cody Zeller, Spencer Hawes und Frank Kaminsky ein Überangebot von Spielern auf Hansbroughs Positionen auf. Nach der Saison 2015/16 wurde Hansbrough vereinslos. Er wechselte daraufhin in die NBA D-League zu den Fort Wayne Mad Ants, um sich dort für eine Rückkehr in die NBA zu empfehlen. In 13 Einsätzen erzielte er Mittelwerte von 17,6 Punkten und 12,2 Rebounds für die Mannschaft.

### China
Hansbrough setzte seine Laufbahn in der Volksrepublik China fort, zur Saison 2017/18 schloss er sich den Guangzhou Lions an. Für die Mannschaft erzielte er Mittelwerte von 20,8 Punkten und 9,9 Rebounds je Begegnung. Anschließend wechselte er innerhalb des Landes zu den Zhejiang Golden Bulls. Sein dritter Arbeitgeber wurden 2019 die Sichuan Blue Whales, für die es der US-Amerikaner im Verlauf der Spielrunde 2019/20 auf 32,3 Punkte je Begegnung brachte. Es folgte eine längere Pause. Im März 2022 wurde seine Verpflichtung durch die Cangrejeros de Santurce (Puerto Rico) vermeldet. Zum Einsatz kam er für die Mannschaft aber nicht.

## Persönliches
Sein jüngerer Bruder Ben Hansbrough (* 1987, College: University of Notre Dame) spielte ebenfalls eine Zeit lang für die Indiana Pacers.